# Асуан
Асуан (арап. أسوان; египатски: Swenet; коптски: Swān; грчки: Συήνη; Сијена) је град у Египту у гувернорату Асуан. Према процени из 2008. у граду је живело 273.450 становника. Налази се јужно од Нилове прве катаракте, 843 km од Каира. Представља важан трговински и туристички центар.
Асуан је једно од најсушнијих места на планети.

## Географија

### Клима
| Клима (Асуан)              | Клима (Асуан) | Клима (Асуан) | Клима (Асуан) | Клима (Асуан) | Клима (Асуан) | Клима (Асуан) | Клима (Асуан) | Клима (Асуан) | Клима (Асуан) | Клима (Асуан) | Клима (Асуан) | Клима (Асуан) | Клима (Асуан) |
| Показатељ \ Месец          | .Јан.         | .Феб.         | .Мар.         | .Апр.         | .Мај.         | .Јун.         | .Јул.         | .Авг.         | .Сеп.         | .Окт.         | .Нов.         | .Дец.         | .Год.         |
| -------------------------- | ------------- | ------------- | ------------- | ------------- | ------------- | ------------- | ------------- | ------------- | ------------- | ------------- | ------------- | ------------- | ------------- |
| Средњи максимум, °C (°F)   | 23,9 (75)     | 26,2 (79,2)   | 29,5 (85,1)   | 35,0 (95)     | 38,9 (102)    | 41,5 (106,7)  | 42,9 (109,2)  | 42,6 (108,7)  | 41,7 (107,1)  | 37,4 (99,3)   | 31,7 (89,1)   | 24,3 (75,7)   | 34,53 (94,15) |
| Просек, °C (°F)            | 16 (61)       | 18,2 (64,8)   | 21,7 (71,1)   | 27,0 (80,6)   | 31,0 (87,8)   | 33,3 (91,9)   | 34,6 (94,3)   | 34,3 (93,7)   | 32,7 (90,9)   | 28,9 (84)     | 23,2 (73,8)   | 17,6 (63,7)   | 26,47 (79,65) |
| Средњи минимум, °C (°F)    | 8,1 (46,6)    | 10,3 (50,5)   | 13,8 (56,8)   | 19,1 (66,4)   | 23,0 (73,4)   | 25,2 (77,4)   | 26,3 (79,3)   | 26,0 (78,8)   | 23,6 (74,5)   | 20,3 (68,5)   | 14,7 (58,5)   | 10,8 (51,4)   | 18,4 (65,1)   |
| Количина падавина, mm (in) | 0 (0)         | 0 (0)         | 0 (0)         | 0 (0)         | 0 (0)         | 0 (0)         | 0 (0)         | 0 (0)         | 0 (0)         | 0 (0)         | 0 (0)         | 0 (0)         | 0 (0)         |
| [ тражи се извор ]         |               |               |               |               |               |               |               |               |               |               |               |               |               |

## Становништво
Према процени, у граду је 2021. живело 379.774 становника.
| 1986.   | 1996.   | 2006.   | 2021.   |
| ------- | ------- | ------- | ------- |
| 190.579 | 219.017 | 265.004 | 379.774 |

- Џамија Ел Табија у Асуану
- Поглед на улицу која спаја железничку станицу и Нил
- Железничка станица